# Seismologie

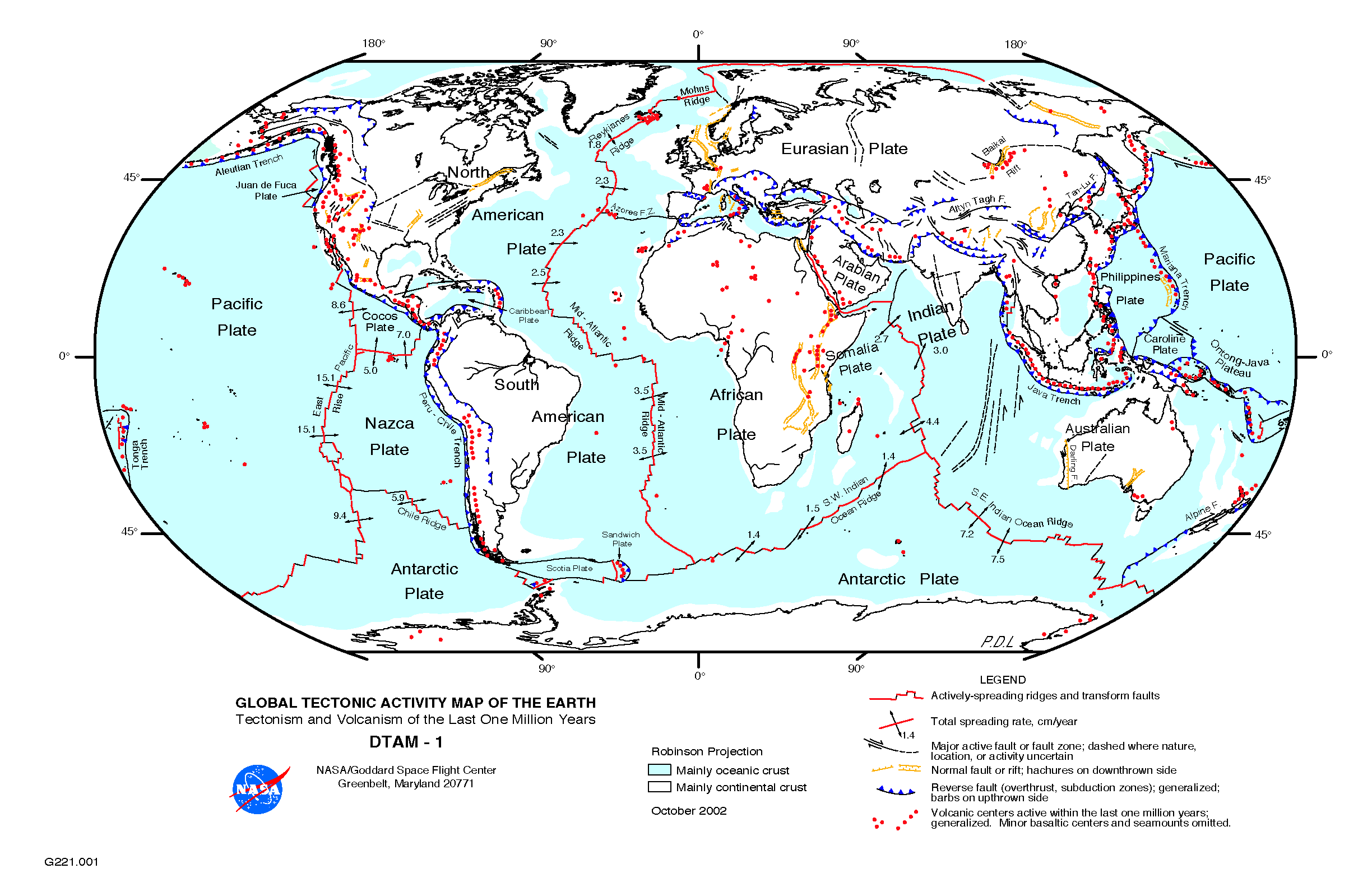
Activitatea tectonică globală (octombrie 2002)

Seismologia (din greacă seismos = cutremur și logos = știința) este o ramură a geologiei care se ocupă cu studiul științific al cutremurelor, create atât de surse naturale (mișcarea plăcilor tectonice, erupțiile vulcanice) cât și de surse artificiale (explozii subterane), și al propagării undelor prin scoarța terestră.
Seismologia inginerească are ca obiectiv explicarea și prezicerea mișcărilor seismice puternice dintr-un amplasament și studiul caracteristicilor mișcării seismice, care sunt importante pentru răspunsul structurilor inginerești.
Ingineria seismică este un domeniu al ingineriei care are ca scop reducerea efectelor cutremurelor de pământ asupra construcțiilor inginerești. Aceasta se ocupă cu: (1) studierea acelor aspecte ale seismologiei și geologiei care sunt importante pentru problemă, (2) analiza răspunsului dinamic al structurilor sub acțiunea mișcării seismice și (3) dezvoltarea și aplicarea unor metode de planificare, proiectare și execuție a construcțiilor rezistente la efectul cutremurelor de pământ. Ingineria seismică se întrepătrunde cu geologia pe de o parte, și cu științele sociale, arhitectura și acțiunile autorităților pe de altă parte.
Pionierul cercetărilor moderne de seismologie a fost inginerul irlandez Robert Mallet, care a întreprins studii de teren temeinice după cutremurul din Napoli din 1857 (Italia). În România, precursor și creator al ingineriei seismice a fost Aurel A. Beleș (1891 – 1976).
Partea seismologiei care se ocupă cu înregistrarea undelor seismice și cu interpretarea acestor înregistrări se numește seismografie.

## Cutremure
Una din primele încercări a studiului științific al cutremurelor a urmat după cutremurul din 1755 de la Lisabona. Alte cutremure notabile care au stimulat progrese majore în știința seismologiei includ cutremurul de la Basilicata din 1857, cutremurul din San Francisco din 1906, cutremurul de la Alaska din 1964, cutremurul Sumatra-Andaman din 2004 și marele cutremur din 2011 din Japonia.